# ایستگاه راه‌آهن فیرنتسه سانتا ماریا نوولا
ایستگاه راه‌آهن فیرنتسه سانتا ماریا نوولا (انگلیسی: Firenze Santa Maria Novella railway station) ایستگاه اصلی راه‌آهن در شهر فلورانس، ایتالیا است. این ایستگاه که در سال ۱۸۴۸ تاسیس شده در رده چهارم ایستگاه‌های پرتردد در ایتالیا با ۵۹ میلیون مسافر در سال قرار دارد.

## نگارخانه

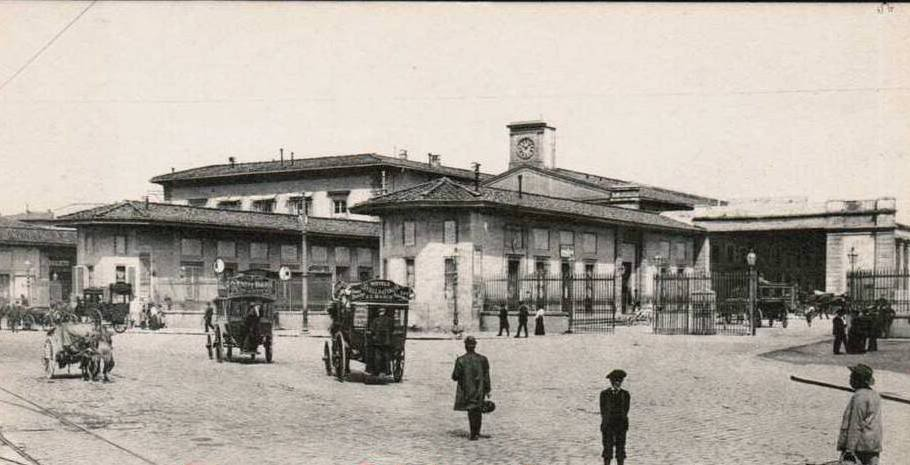
حدود سال ۱۹۰۰
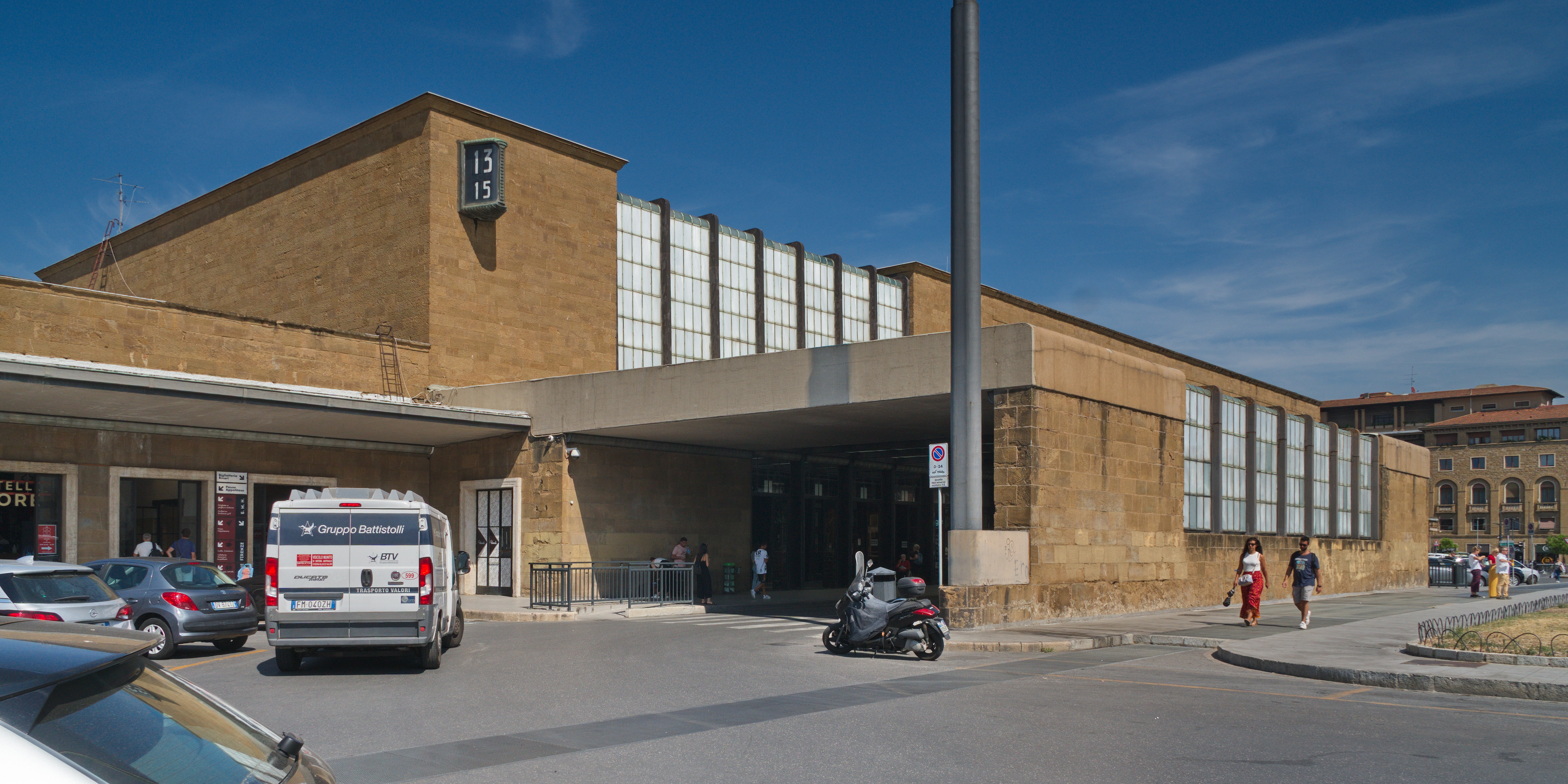
ورودی اصلی ایستگاه
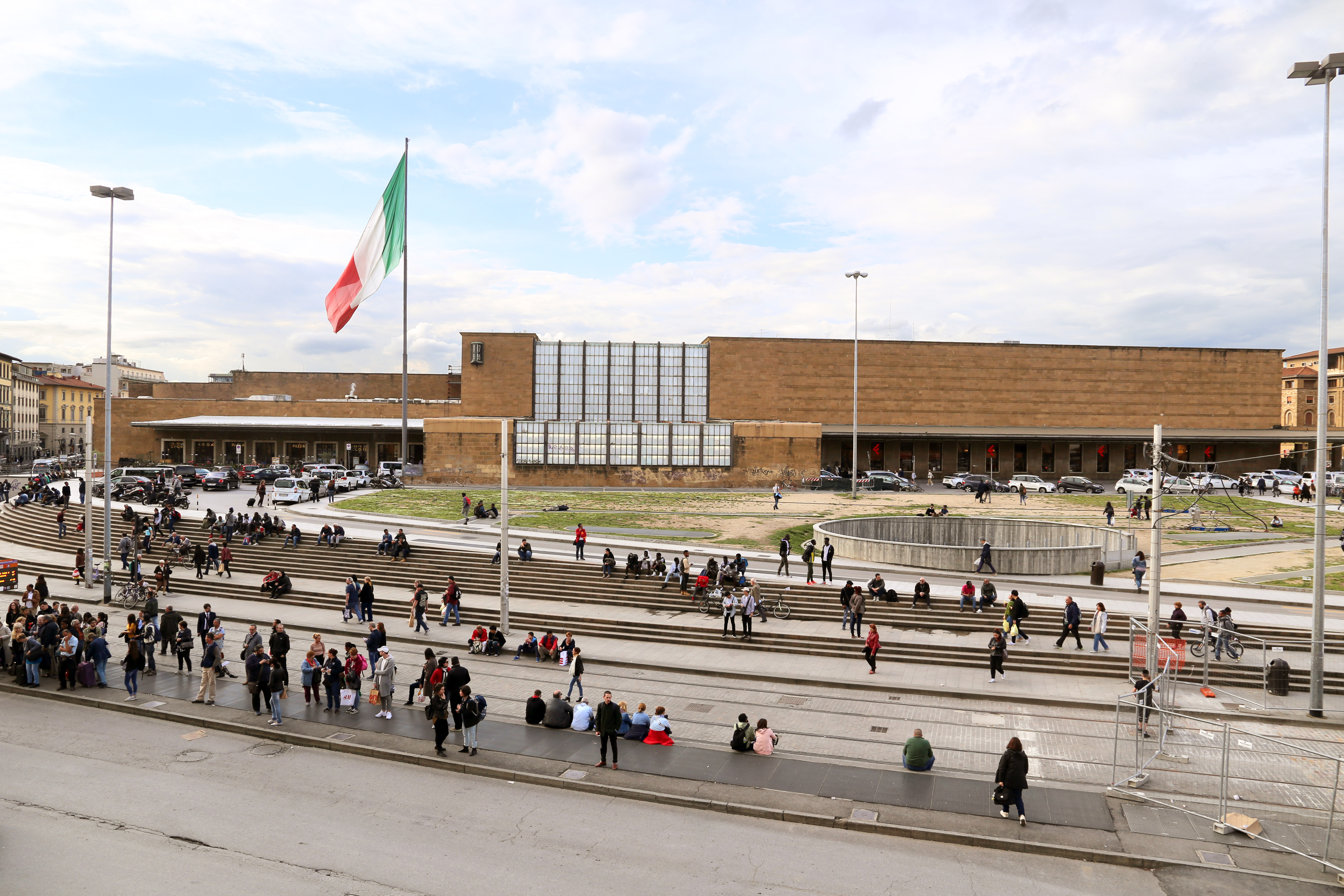
نمایی از ساختمان ایستگاه
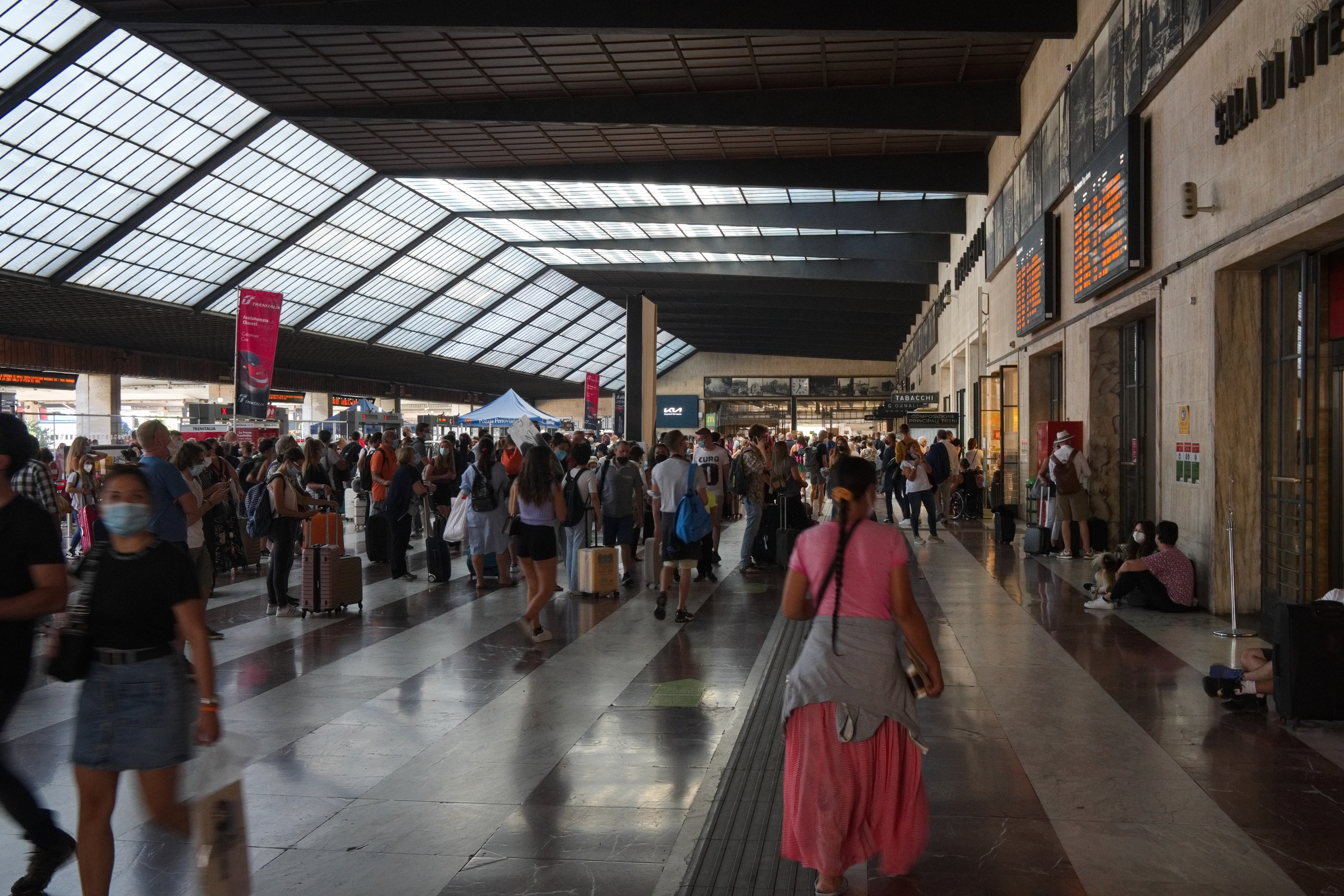
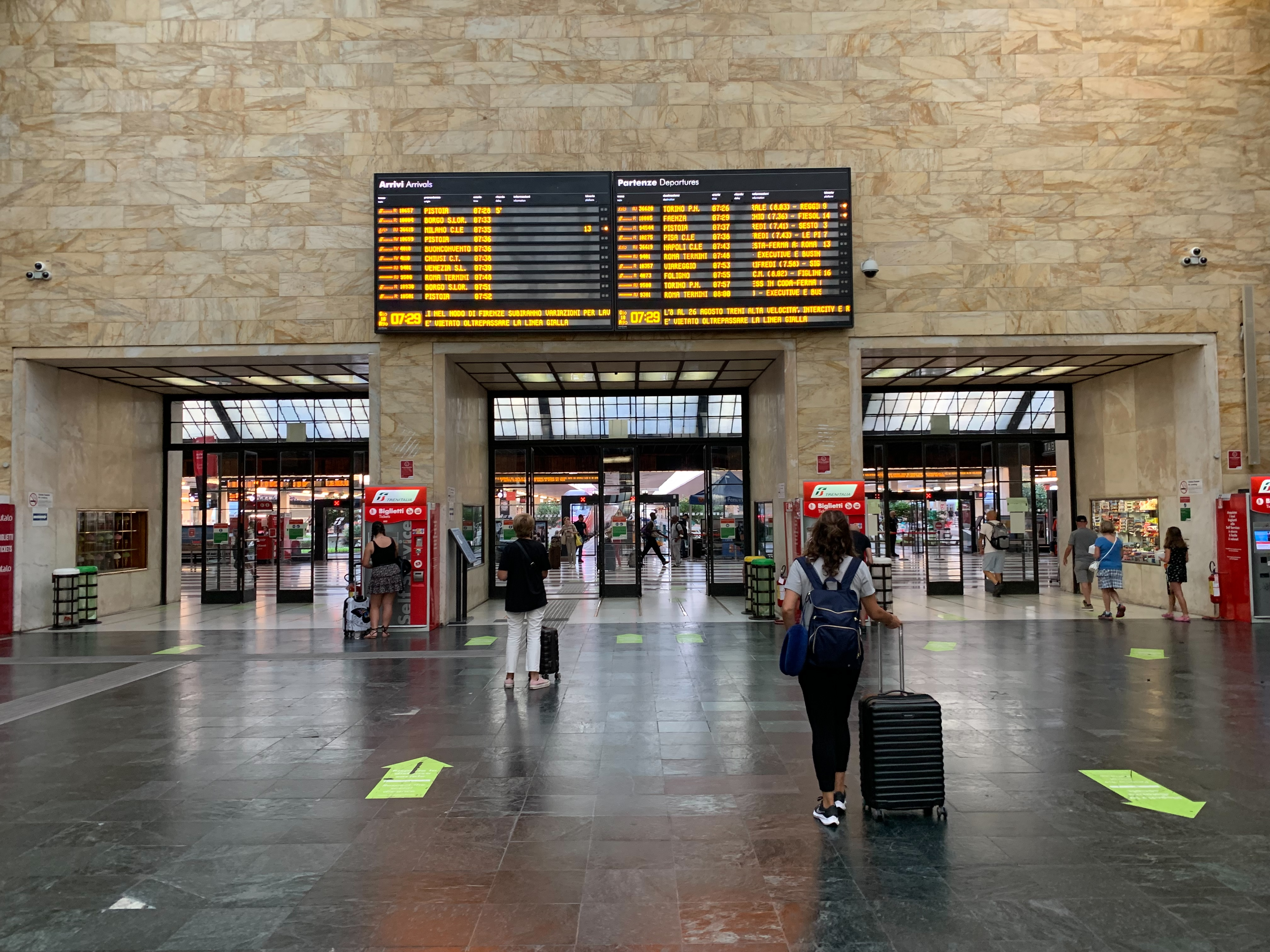
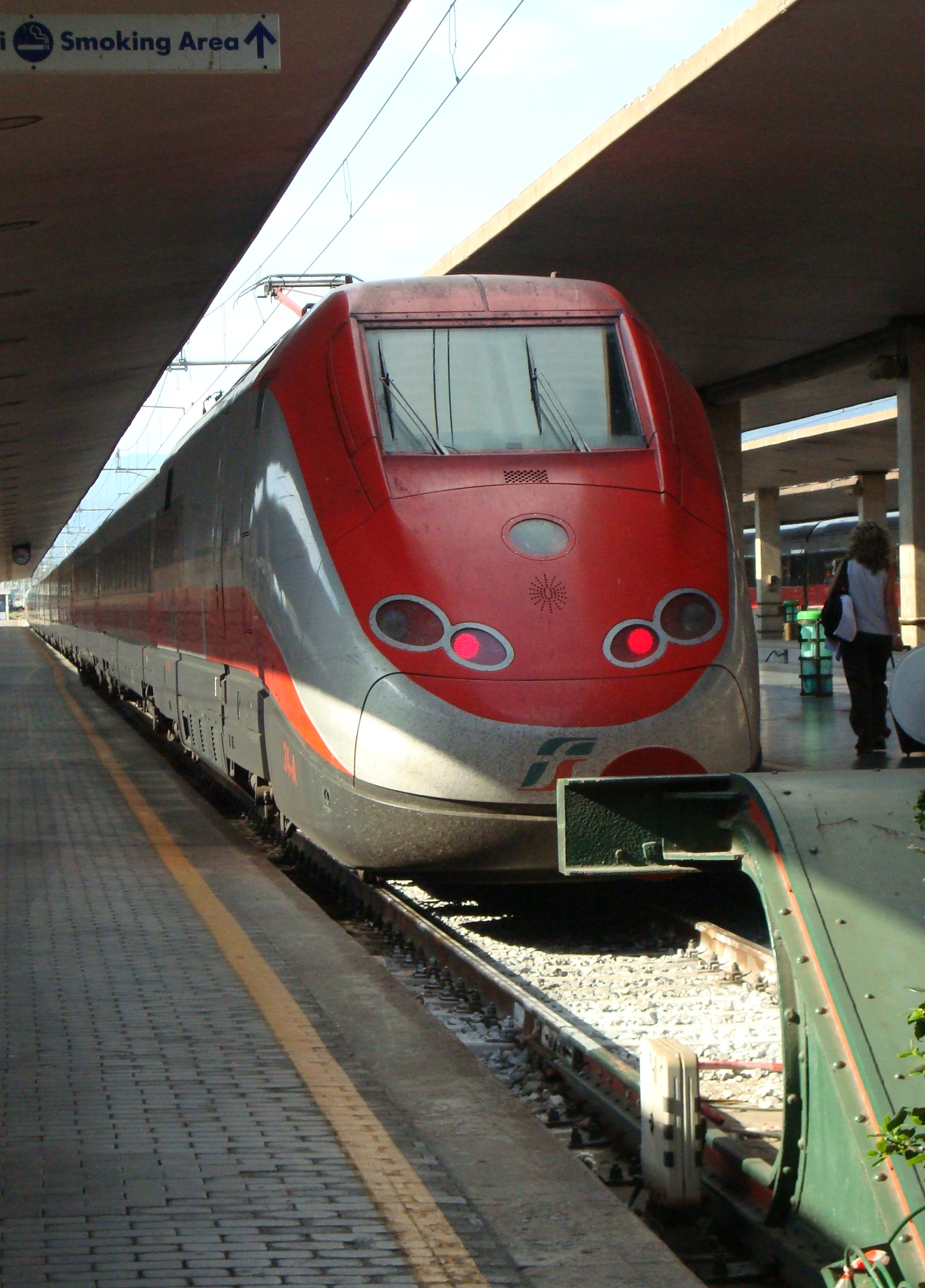
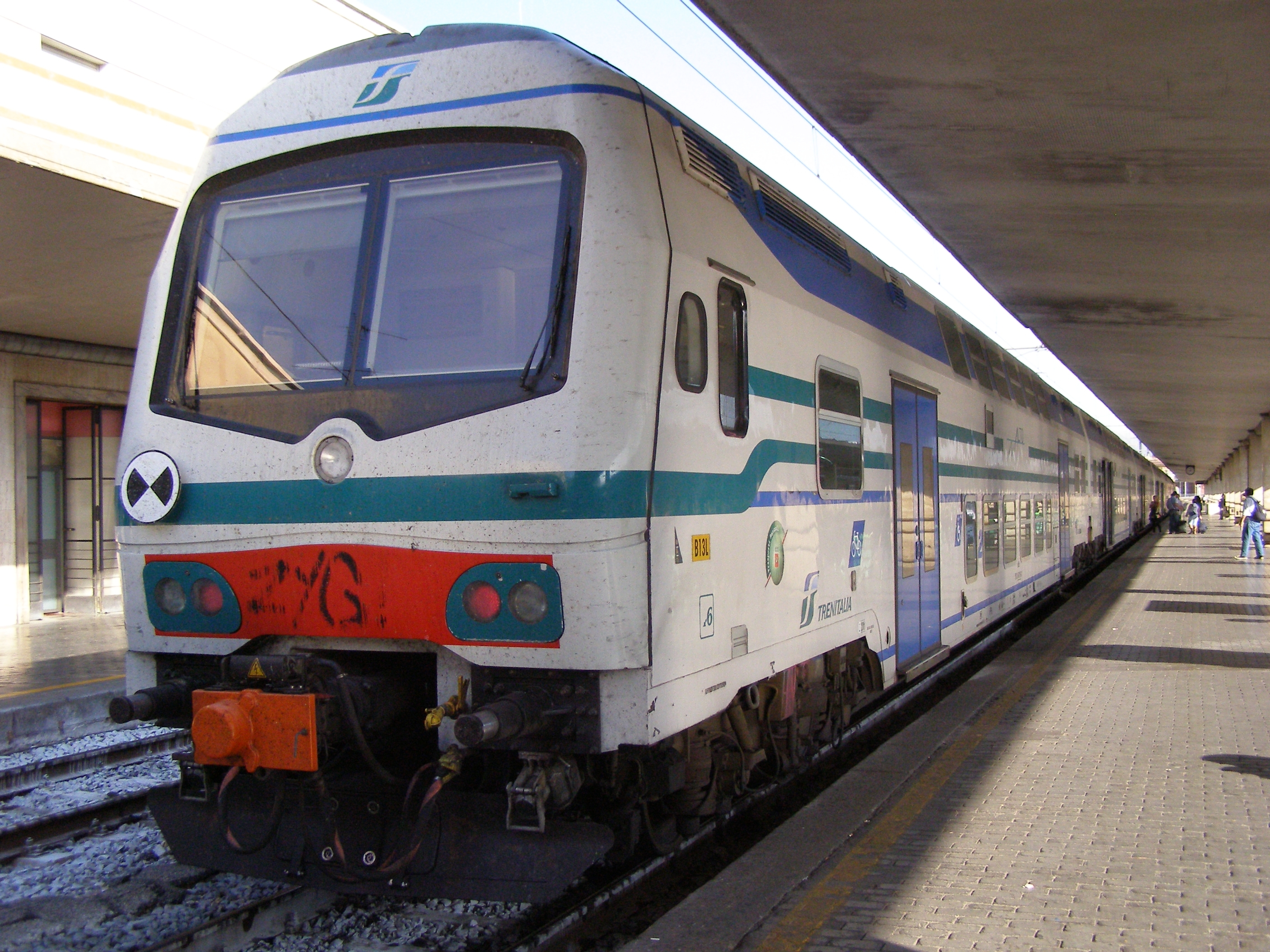
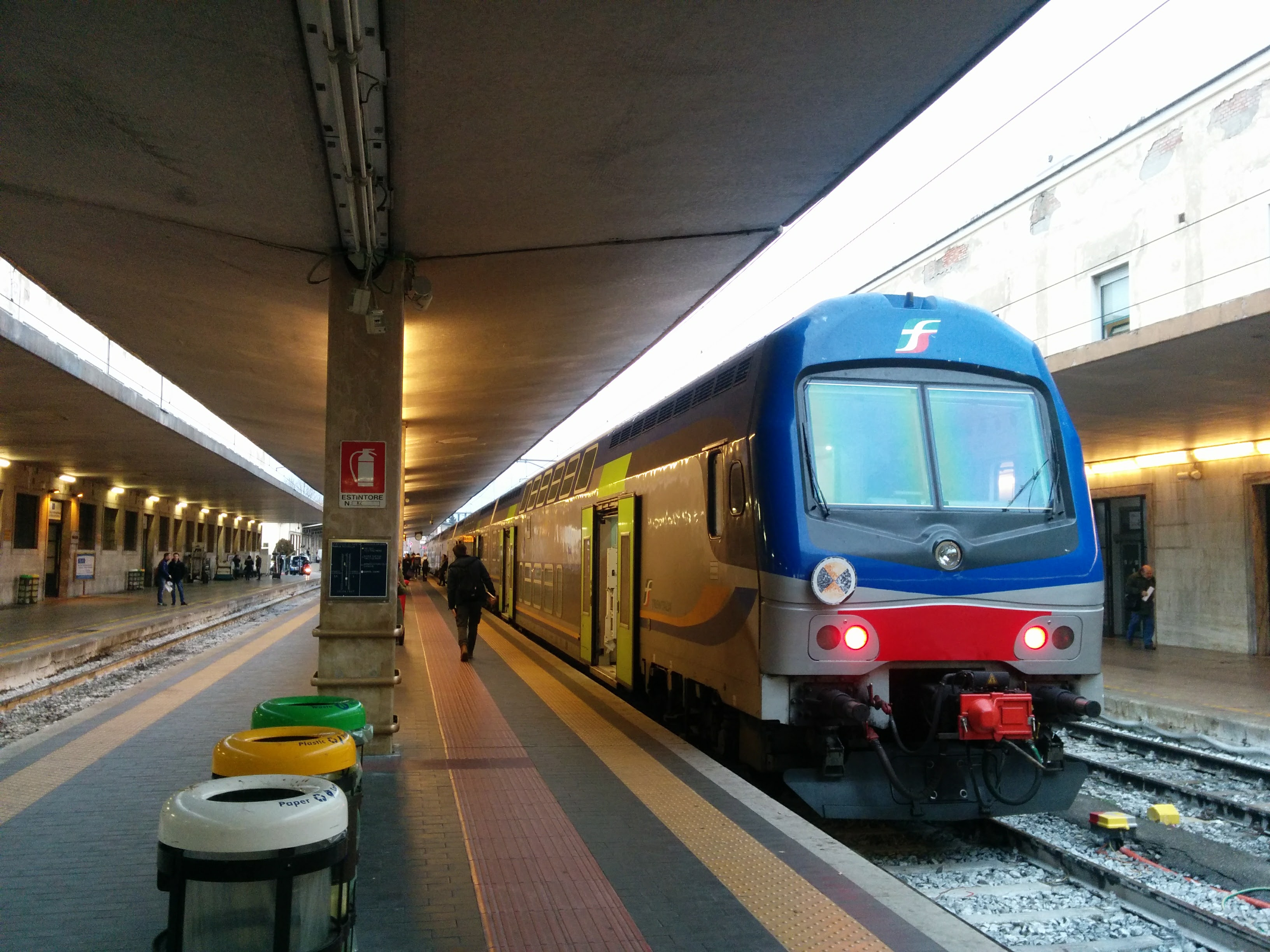
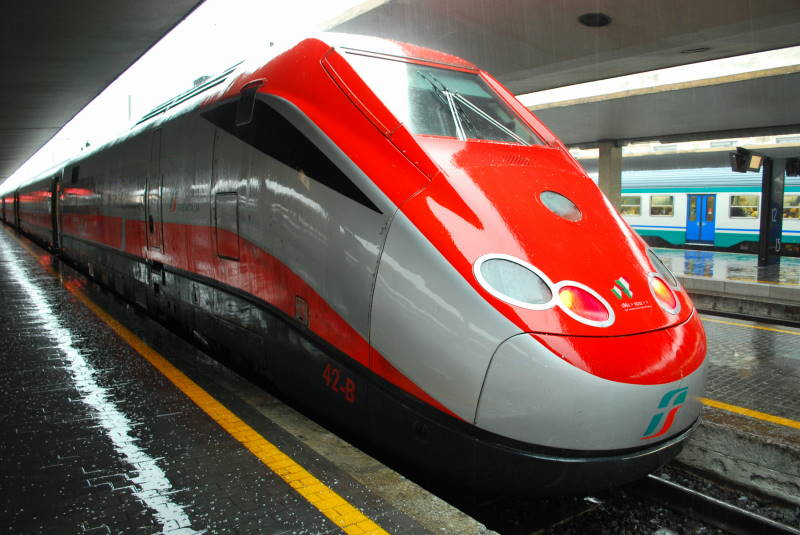